# Dysderella transcaspica
Dysderella transcaspica är en spindelart som först beskrevs av Peter Mikhailovitch Dunin och Victor Fet 1985.  Dysderella transcaspica ingår i släktet Dysderella och familjen ringögonspindlar.
Artens utbredningsområde är Turkmenistan. Inga underarter finns listade i Catalogue of Life.